# Gnophos illineata
Gnophos illineata är en fjärilsart som beskrevs av Karl Schawerda 1930. Gnophos illineata ingår i släktet Gnophos och familjen mätare. Inga underarter finns listade i Catalogue of Life.